# أدريان بين
أدريان بين (بالإسبانية: Adrián Ben) هو منافس ألعاب قوى إسباني، ولد في 4 أغسطس 1998 في Viveiro ‏ في إسبانيا.

## وصلات خارجية
- أدريان بين على موقع الاتحاد الدولي لألعاب القوى (الإنجليزية)
- أدريان بين على موقع الاتحاد الأوروبي لألعاب القوى (الإنجليزية)
- أدريان بين على موقع اللجنة الأولمبية الدولية (الإنجليزية)
- أدريان بين على موقع أوليمبيديا (الإنجليزية)
- أدريان بين على موقع اللجنة الأولمبية الإسبانية (الإسبانية)